# Ion Rădoi
Ion Rădoi (n. 17 aprilie 1962, Giurgiu, Giurgiu, România) este un sindicalist și om politic român. Este cunoscut ca liderul Uniunii Sindicatul Liber Metrou, principalul sindicat al angajaților de la metrou. În legislatura 2000-2004, Ion Rădoi a fost deputat PDSR. În cadrul activității sale parlamentare în legislatura 2000-2004, Ion Rădoi fost membru în grupurile prlamentare de prietenie cu Republica Italiană și Republica Africa de Sud. Ion Rădoi a inițiat 4 propuneri legislative, din care 2 au fost promulgate legi. 
Ion Rădoi a fost senator român în legislatura 2004-2008, ales în județul Giurgiu pe listele partidului PSD. În cadrul activității sale parlamentare în legislatura 2004-2008, Ion Rădoi fost membru în grupurile parlamentare de prietenie cu Republica Africa de Sud, Republica Letonia și Republica Slovacă.